# Faro Bahía Félix
El Faro Bahía Félix es un faro perteneciente a la red de faros de Chile. Se encuentra en el sector Bahía Félix de la Isla Tamar en la Región de Magallanes. Este faro habitado es Monumento Histórico de la Región de Magallanes. La construcción de este faro fue iniciada por Luis Camuzi y finalizada por George Slight.

## Construcción
El 26 de julio de 1900 se realizó la apertura de la propuesta pública para la construcción del edificio e instalaciones anexas, siendo adjudicada al contratista Luis Camuzi para ser realizada en 138 días hábiles. Asimismo, se llamó a propuesta pública para la construcción de su torre, adjudicada a la Sociedad "Fundición de Chile", quien se comprometía a hacerla en el plazo de 4 meses. Su construcción se inició el 14 de noviembre de 1905, pero debido a problemas surgidos entre el Inspector de Faros, ingeniero George Slight, el 10 de mayo el gobierno decide rescindir el contrato, y le encarga al ingeniero Slight la finalización de las obras, quien entregó un trabajo de excelencia.
La casa habitación fue confeccionada en piedra granítica, de bajo costo debido a las dificultades con que se tropezó en su construcción. Su aparato lenticular fue adquirido a la firma inglesa Chance Brothers and Co. Ltd., de alumbrado incandescente sobre la base de gas de parafina. La altura de la luz era de 143m y su visibilidad de 30 millas y fue entregado al Servicio el 1 de junio de 1907.

## Actualidad
Además de la casa habitación y la torre, el faro posee una aduana, una carpintería, una sala de baterías, una sala de motores y un muelle, cuyo estado de conservación, en general, es regular debido principalmente al clima imperante en la zona y por la antigüedad de algunos materiales. Asimismo, cuenta con un helipuerto y una línea férrea desde el muelle hasta la casa. Esta línea se reemplazó en su totalidad en 1996; ese mismo año, también se recubrió el interior de su torre con madera.